# Buchenhofen
Die Ortslage Buchenhofen befindet sich im gleichnamigen Wuppertaler Wohnquartier Buchenhofen des heutigen Stadtbezirks Elberfeld-West an der Grenze zu Vohwinkel. Die befindet sich südlich dem Rittergut Hammerstein auf der rechten Wupperseite.

## Geschichte

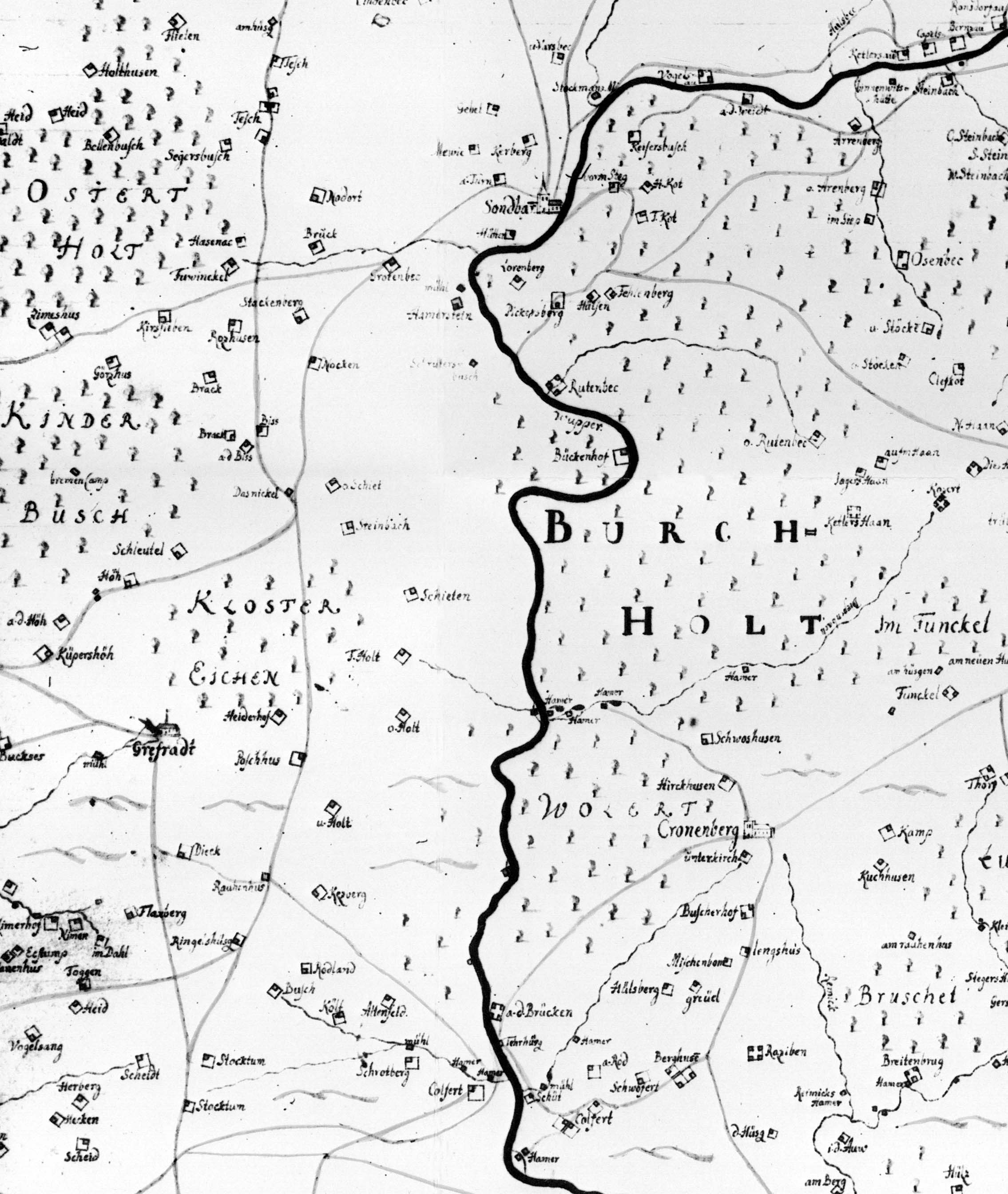
Karte von Erich Philipp Ploennies

Der Hof Buchenhofen wurde erstmals 1193 urkundlich erwähnt. Der Edelherr Wilhelm von Limburg verkaufte dem Kloster Gräfrath seinen Hof Buchenhofen bei Sonnborn. Der Hof selbst war ein Mannlehen und bis zur Auflösung des Klosters 1803 in dessen Besitz. Weitere Nennungen erfolgten 1591 und 1612. Zu Buchenhofen gehörte das 80 Ha große Waldgebiet Klosterbusch.
Auf der Topographia Ducatus Montani (1715) von Erich Philipp Ploennies ist es als „Bückenhof“ vermerkt. Später war es unter dem Namen „in den Buchen“ bekannt.
Buchenhofen lag im 19. Jahrhundert in der 1867 von der Bürgermeisterei Haan abgespalteten Gemeinde Sonnborn, die 1888 unter Gebietsabtretungen an die Stadt Elberfeld in Gemeinde Vohwinkel umbenannt wurde. Der Bereich um Buchenhofen gehörte zu diesen Gebietsabtretungen. Laut dem Gemeindelexikon des Königreichs Preußen von 1888 besaß Buchenhofen ein Wohnhaus mit elf Einwohnern. Spätestens mit dem Bau des Klärwerks Buchenhofen 1906 wurden vorhandene Gebäudeteile des Gutshofes niedergelegt.
Verschiedene lokalhistorische Schriften geben an, dass das Gut Buchenhofen ein Rittergut gewesen sein soll, was aber im Widerspruch zu den Urkunden steht, in denen das Gut vom 12. Jahrhundert bis zur Säkularisation 1803 ein Besitztum des Gräfrather Kloster war.

## Ortssage
Mit Buchenhofen verbindet sich die variantenreiche Sage des Nonnenraubs von Gräfrath, die Otto Schell in seine Sammlung Bergischer Sagen in Kurzform aufgenommen hatte, aber auch von Vincenz von Zuccalmaglio in mehrseitiger Gedichtform überliefert wurde. Nach dieser Sage sollen ein Ritter von Kronenburg und eine Nonne des Klosters sich verliebt haben; er raubte sie kurzerhand aus dem Kloster. Zur Sühne musste er seinen Hof Buchenhofen dem Kloster überschreiben. Eine andere Variante besagt, dass ein Herr von Hammerstein seine Nichte zwangsweise unter Überlassung des Gutes Buchenhofen in das Kloster geschickt hat, aus dem sie von geliebten Ritter von Kronenburg geraubt wurde. Für seine Tat wurde der Ritter gerichtet, entweder bei der sofortigen Belagerung seiner Burg oder später durch die Feme. Die Nonne soll entweder in das Kloster zurückgeführt worden sein oder lebte als Witwe des Ritters weiter mit ihren gemeinsamen Kindern auf der Kronenburg.